# تيريزا مردجا
تيريزا مردجا (بالكرواتية: Tereza Mrdeža)‏ هي لاعبة كرة مضرب كرواتية من مواليد 14 نوفمبر 1990 في بولا، بجمهورية يوغوسلافيا الاشتراكية الاتحادية. وتحتل حالياً (أبريل 2021) المرتبة 243 في تصنيف رابطة محترفات كرة المضرب. أعلى تصنيف لها في الفردي كان 150 حققته في أكتوبر 2015، وأعلى تصنيف لها في الزوجي كان 163 في أبريل 2018.

## النهائيات

### الفردي
| الحصيلة | الرقم | التاريخ        | الدورة                             | الأرضية | المنافس                | النتيجة            |
| ------- | ----- | -------------- | ---------------------------------- | ------- | ---------------------- | ------------------ |
| الوصافة | 1.    | 23 أبريل 2007  | بول، كرواتيا                       | ترابية  | جوانا لارسون           | 1–6, 3–6           |
| الوصافة | 2.    | 26 مايو 2008   | بودفا، الجبل الأسود                | ترابية  | بالما كيرالي           | 5–7, 1–6           |
| الفوز   | 1.    | 23 يونيو 2008  | سراييفو، البوسنة والهرسك           | ترابية  | جاسمينا كاجتازوفيتش    | 6–3, 6–0           |
| الوصافة | 3.    | 13 أبريل 2009  | هفار، كرواتيا                      | ترابية  | كارولينا كوسينسكا      | 4–6, 3–6           |
| الوصافة | 4.    | 20 أبريل 2009  | بول، كرواتيا                       | ترابية  | فالنتينا سولبيزيو      | 6–3, 3–6, 4–6      |
| الوصافة | 5.    | 20 يوليو 2009  | خاركيف، أوكرانيا                   | ترابية  | مونيك أدامكزاك         | 7–5, 1–6, 4–6      |
| الفوز   | 2.    | 26 سبتمبر 2011 | أوماج، كرواتيا                     | ترابية  | زوزانا زلوشوفا         | 7–6(7–2), 4–6, 6–2 |
| الوصافة | 6.    | 5 مارس 2012    | فورت والتون بيتش، الولايات المتحدة | صلبة    | ماديسون برينجل         | 4–6, 6–3, 3–6      |
| الوصافة | 7.    | 30 أبريل 2012  | كياسو، سويسرا                      | ترابية  | أمرا ساديكوفيتش        | 3–6, 3–6           |
| الوصافة | 8.    | 25 يونيو 2012  | روما، إيطاليا                      | ترابية  | ماريا تيريزا تورو فلور | 3–6, 0–6           |
| الوصافة | 9.    | 23 يوليو 2012  | لس سينتامينس-مونتجوي، فرنسا        | صلبة    | سيفرين بريمون بيلترام  | 2–6, 2–6           |
| الوصافة | 10.   | 21 أبريل 2014  | كياسو، سويسرا                      | ترابية  | لوسي هراديكا           | 3–6, 6–7(4–7)      |

## روابط خارجية
- تيريزا مردجا على موقع رابطة محترفات التنس (الإنجليزية)
- تيريزا مردجا على موقع الاتحاد الدولي لكرة المضرب (الإنجليزية)
- تيريزا مردجا على موقع كأس بيلي جين كينغ (الإنجليزية)
- تيريزا مردجا على موقع خلاصة التنس.كوم (الإنجليزية)